# クリビ
クリビ（Kribi）は、カメルーンの都市。ギニア湾に面する港湾都市である。人口80,957人。南部州に属する。
クリビはキエンケ河口にあるが天然の港は無く、ケープサイズのタンカーも着岸できる港は40km離れたグランド・バタンガに位置する。沖合2kmの水深20mにあり、500km内陸で産出される鉄鉱石が積出される。2003年、隣国チャドのドバ油田からの1070kmに及ぶパイプラインが完成し、沖合いの積み出し基地より輸出されるようになった。また、クリビは美しい海岸でも知られており、ビーチリゾートとして観光客もやってくる。